# Federico II di Svevia (duca)
Federico Staufer, o Hohenstaufen, detto il Guercio (in tedesco Friedrich II (Schwaben) der Einäugige; 1090 – Alzey, 6 aprile 1147), è stato duca di Svevia dal 1105 fino alla morte.

## Biografia
Era figlio del duca Federico I di Svevia (1050 – 1105) e di Agnese di Waiblingen (1072/1073 – 24 settembre 1143). Fu il padre di Federico I Barbarossa.
Dopo la morte del padre, Federico gli succedette come duca di Svevia. Nel 1108 partecipò alla campagna militare contro Colomanno d'Ungheria. Nel 1110-1111 accompagnò l'imperatore Enrico V a Roma per un'udienza con Papa Pasquale II. Dopo aver dimostrato la sua fedeltà all'imperatore durante i moti dell'opposizione in Germania, questi nel 1116 lo dichiarò suo rappresentante.
Nel 1120 Federico sposò la figlia del guelfo Enrico il Nero, Giuditta di Baviera, duchessa di Svevia. Probabilmente nel 1122 nacque loro un figlio: Federico I. Dalla coppia nacque anche una figlia, Berta, che sposò Matteo di Lorena.
Dopo la morte di Enrico V, avvenuta il 23 maggio 1125, si radunarono i grandi del regno. Il duca Federico di Svevia fu il primo come pretendente alla corona. Ma questa scelta incontrava soprattutto l'opposizione del Principe elettore Adalberto I, arcivescovo di Magonza. Quando gli elettori si riunirono a Magonza per eleggere il nuovo re, i candidati al trono erano quattro: oltre a Lotario e Federico anche il conte di Fiandra Carlo e il margravio d'Austria Leopoldo III di Babenberg. Quest'ultimo, cognato di Enrico V e patrigno di Federico II, aveva qualche possibilità d'essere eletto, anche se Lotario e Federico restavano comunque favoriti. Per l'elezione venne formato un collegio composto da 10 rappresentanti per ognuno dei grandi ducati: Sassonia, Svevia, Franconia e Baviera, che dovevano raggiungere un'intesa su uno dei candidati. Anche se i rappresentanti della Svevia, inizialmente, non erano disposti ad accettare ogni esito della votazione, venne eletto il duca di Sassonia Lotario, dopo che la delegazione bavarese, guidata dal duca Enrico il Nero (suocero di Federico II), aveva deciso di appoggiarlo, nonostante avesse inizialmente parteggiato per il genero (questo cambiamento avvenne perché Lotario promise che la sua unica figlia ed erede, Gertrude, avrebbe sposato il figlio di Enrico, il futuro Enrico X il Superbo). L'elezione venne comunque riconosciuta anche da Federico II e Lotario venne incoronato ad Aquisgrana il 13 settembre 1125.
Nell'autunno del 1125, Federico mosse contro Lotario. Durante una battaglia Federico perse un occhio: non è certo che, come riportano alcune fonti, con la compromissione della sua integrità fisica perdesse anche i diritti al trono. Nel 1135 comparve davanti al re come penitente e fu graziato.
Dopo la morte di Giuditta, nel 1132 sposò Agnese di Saarbrücken, figlia del conte Federico di Saarbrücken, dalla quale ebbe un figlio di nome Corrado ed una figlia di nome Jutta/Giuditta. Ebbe anche altri tre figli naturali: Terrikus, che diventò monaco, Federico ed Enrico.
Era appassionato di cavalli. Fondò parecchie cittadine e fece edificare numerosi castelli.
(Ottone di Frisinga)
Il duca Federico II trovò la sua ultima dimora nel monastero di Santa Valpurga in Bassa Alsazia. Suo figlio Federico gli succedette come Federico III Duca di Svevia e salì al trono tedesco nel 1152 come imperatore Federico I, detto Barbarossa.

## Discendenti
Federico II nel 1120 sposò Giuditta di Baviera, figlia di Enrico IX il Nero, della dinastia Welfen, e di Wulfhilde di Sassonia, della dinastia dei Billunghi. Essi ebbero:
- Federico Barbarossa (1122-1190), imperatore del Sacro Romano Impero;
- Giuditta detta Berta († 1195), andata sposa a Mattia I, duca di Lorena.

Attorno al 1132 sposò in seconde nozze Agnese di Saarbrücken, figlia di Federico di Saarbrücken, dalla quale ebbe:
- Giuditta di Svevia (Jutta; 1133-1191), andata sposa a Ludovico II, langravio di Turingia;
- Corrado († 1195), conte palatino del Reno.

### Ascendenza
|                        |                    |                       | Genitori                 |  |  | Nonni |  |  | Bisnonni |  |  | Trisnonni |  |
|                        |                    |                       |                          |  |  |       |  |  | Federico |  |  | …         |  |
|                        |                    |                       |                          |  |  |       |  |  | Federico |  |  | …         |  |
|                        |                    | …                     |                          |  |  |       |  |  | Federico |  |  |           |  |
| Federico di Büren      |                    |                       |                          |  |  |       |  |  | Federico |  |  |           |  |
|                        |                    | …                     | …                        |  |  |       |  |  |          |  |  |           |  |
|                        |                    | …                     | …                        |  |  |       |  |  |          |  |  |           |  |
|                        |                    | …                     | …                        |  |  |       |  |  |          |  |  |           |  |
| Federico I di Svevia   |                    | …                     |                          |  |  |       |  |  |          |  |  |           |  |
|                        |                    | Gerardo I di Egisheim | Ugo IV di Nordgau        |  |  |       |  |  |          |  |  |           |  |
|                        |                    | Gerardo I di Egisheim | Ugo IV di Nordgau        |  |  |       |  |  |          |  |  |           |  |
|                        |                    | Gerardo I di Egisheim | Edvige di Dabo           |  |  |       |  |  |          |  |  |           |  |
| Ildegarda di Egisheim  |                    | Gerardo I di Egisheim |                          |  |  |       |  |  |          |  |  |           |  |
|                        |                    | ?                     | ?                        |  |  |       |  |  |          |  |  |           |  |
|                        |                    | ?                     | ?                        |  |  |       |  |  |          |  |  |           |  |
|                        |                    | ?                     | ?                        |  |  |       |  |  |          |  |  |           |  |
| Federico II di Svevia  |                    | ?                     |                          |  |  |       |  |  |          |  |  |           |  |
|                        | Enrico III il Nero | Corrado II il Salico  |                          |  |  |       |  |  |          |  |  |           |  |
|                        | Enrico III il Nero | Corrado II il Salico  |                          |  |  |       |  |  |          |  |  |           |  |
|                        | Enrico III il Nero | Gisella di Svevia     |                          |  |  |       |  |  |          |  |  |           |  |
| Enrico IV di Franconia | Enrico III il Nero |                       |                          |  |  |       |  |  |          |  |  |           |  |
|                        |                    | Agnese di Poitou      | Guglielmo V di Aquitania |  |  |       |  |  |          |  |  |           |  |
|                        |                    | Agnese di Poitou      | Guglielmo V di Aquitania |  |  |       |  |  |          |  |  |           |  |
|                        |                    | Agnese di Poitou      | Agnese di Borgogna       |  |  |       |  |  |          |  |  |           |  |
| Agnese di Waiblingen   |                    | Agnese di Poitou      |                          |  |  |       |  |  |          |  |  |           |  |
|                        |                    | Oddone di Savoia      | Umberto I di Savoia      |  |  |       |  |  |          |  |  |           |  |
|                        |                    | Oddone di Savoia      | Umberto I di Savoia      |  |  |       |  |  |          |  |  |           |  |
|                        |                    | Oddone di Savoia      | Ancilia d'Aosta          |  |  |       |  |  |          |  |  |           |  |
| Berta di Savoia        |                    | Oddone di Savoia      |                          |  |  |       |  |  |          |  |  |           |  |
|                        |                    | Adelaide di Susa      | Olderico Manfredi II     |  |  |       |  |  |          |  |  |           |  |
|                        |                    | Adelaide di Susa      | Olderico Manfredi II     |  |  |       |  |  |          |  |  |           |  |
|                        |                    | Adelaide di Susa      | Berta di Milano          |  |  |       |  |  |          |  |  |           |  |
|                        |                    | Adelaide di Susa      |                          |  |  |       |  |  |          |  |  |           |  |